# Serbiendeutsche
Serbiendeutsche sind die deutsche Minderheit in Serbien. Ihre offizielle Bezeichnung in der Republik Serbien ist Nemci (Deutsche), jedoch werden sie umgangssprachlich – in Anlehnung an den Begriff Donauschwaben – oft Švabe genannt.
Ab dem 18. Jahrhundert besiedelten Deutsche im Rahmen der Habsburger Siedlungspolitik auch Teile Serbiens. In der Zwischenkriegszeit waren sie die größte nationale Minderheit auf dem Gebiet des heutigen Serbiens. Der sie seit 1920 repräsentierende Schwäbisch-Deutsche Kulturbund wurde 1939 durch die Erneuerungsbewegung vereinnahmt und in eine nationalsozialistische Massenorganisation umfunktioniert. Während des Zweiten Weltkriegs dienten Serbiendeutsche teils freiwillig in der Waffen-SS, teilweise wurden sie zum Dienst in Mannschaftsdienstgraden verpflichtet; andere leisteten Widerstand gegen den Nationalsozialismus. Nach einer weitgehend misslungenen Evakuierung zum Ende des Krieges wurde die deutsche Minderheit zeitweise rechtlos und vielfach Opfer von Internierung und Hinrichtungen. Die meisten Überlebenden verließen ab 1951 das Land, ihre Aussiedlung galt bis Ende der 1960er Jahre als weitgehend abgeschlossen. Nach der Volkszählung von 2022 lebten in Serbien noch 2573 Deutsche, davon 1985 in der Provinz Vojvodina.
| Bevölkerungsentwicklung der Serbiendeutschen Statistisches Amt der Republik Serbien, 2022 | Bevölkerungsentwicklung der Serbiendeutschen Statistisches Amt der Republik Serbien, 2022 | Bevölkerungsentwicklung der Serbiendeutschen Statistisches Amt der Republik Serbien, 2022 |
| Jahr                                                                                      | Deutsche                                                                                  | Anteil in Prozent                                                                         |
| ----------------------------------------------------------------------------------------- | ----------------------------------------------------------------------------------------- | ----------------------------------------------------------------------------------------- |
| 1900                                                                                      | 336.430                                                                                   | 23,5                                                                                      |
| 1910                                                                                      | 324.180                                                                                   | 21,4                                                                                      |
| 1921                                                                                      | 335.902                                                                                   | 21,9                                                                                      |
| 1931                                                                                      | 328.631                                                                                   | 20,2                                                                                      |
| 1948                                                                                      | 41.460                                                                                    | 0,63                                                                                      |
| 1953                                                                                      | 46.228                                                                                    | 0,66                                                                                      |
| 1961                                                                                      | 14.533                                                                                    | 0,19                                                                                      |
| 1971                                                                                      | 9.086                                                                                     | 0,11                                                                                      |
| 1981                                                                                      | 5.302                                                                                     | 0,06                                                                                      |
| 1991                                                                                      | 5.172                                                                                     | 0,07                                                                                      |
| 2002                                                                                      | 3.901                                                                                     | 0,05                                                                                      |
| 2011                                                                                      | 4.064                                                                                     | 0,06                                                                                      |
| 2022                                                                                      | 2.573                                                                                     | 0,04                                                                                      |

## Geschichte
Die Geschichte der serbiendeutschen Minderheit im Banat, der Batschka und in Syrmien beschränkt sich im Wesentlichen auf das Gebiet der heutigen autonomen Provinz Vojvodina mit den städtischen Zentren Novi Sad (deutsch Neusatz), Pančevo (deutsch Pantschewo), Sombor und Zrenjanin (deutsch Großbetschkerek). Im Zuge der Kolonisierung dieser Mitte des 18. Jahrhunderts von Habsburg neu eroberten Gebiete wurden in mehreren Schwabenzügen zum Beispiel in Zrenjanin neben Serben und Ungarn hauptsächlich Donauschwaben angesiedelt, die aus den verschiedensten Gegenden Deutschlands stammten; aber auch Franzosen, Italiener, Rumänen, Slowaken und Spanier. Ungarn übte seit dem Österreichisch-Ungarischen Ausgleich von 1867 durch die Magyarisierungspolitik Druck auf die Ethnien im ungarischen Teil der Doppelmonarchie aus. Der Vertrag von Trianon von 1920 teilte das Siedlungsgebiet der Donauschwaben auf nun drei Länder auf, an das neu gegründete Königreich Jugoslawien fielen dabei die Batschka, Syrmien, Slawonien, Kroatien, die Vojvodina und Zentralserbien. In Zrenjanin stellten die deutschen Einwohner Anfang des 20. Jahrhunderts nach Ungarn und Serben die dritt-größte, in Pančevo bis 1931 die stärkste Bevölkerungsgruppe. 1931 wurden in der Vojvodina 350.000 Serbiendeutsche gezählt; diese Zahl machte zwei Drittel der Jugoslawiendeutschen aus.
In der Zwischenkriegszeit waren Deutsche die größte nationale Minderheit auf dem Gebiet des heutigen Serbiens innerhalb des Königreichs Jugoslawien, gefolgt von den Ungarn in der Vojvodina und den Kosovo-Albanern. Mit der Gründung des Königreichs wurden die Rechte der deutschen Bevölkerung Serbiens zunehmend eingeschränkt. Die größte und wichtigste Vereinigung der Serbiendeutschen war der Schwäbisch-Deutsche Kulturbund. Mit dem Aufstieg des Nationalsozialismus im Deutschen Reich kam es zu Auseinandersetzungen zwischen Traditionalisten katholischer Prägung und nationalsozialistisch orientierten „Erneuerern“. 1939 setzten sich die „Erneuerer“ unter Sepp Janko im Kulturbund endgültig durch. Der Bund wurde zur nationalsozialistischen Massenorganisation ausgebaut, welche die gesamte Volksgruppe organisieren sollte. Janko behauptete Ende 1940, 98 Prozent der „Volksdeutschen“ seien Mitglieder des Kulturbundes gewesen. Nach der Besetzung Jugoslawiens durch die Wehrmacht wurde der Kulturbund aufgelöst und Janko zum „Volksgruppenführer“ des für den von deutschen Truppen besetzten serbischen Teil des Banats ernannt.
Siehe auch: Serbien im Zweiten Weltkrieg, Donauschwaben#Zweiter Weltkrieg und Nachkriegszeit und Donauschwaben#Bewertung
Im Sommer 1941 wurde die serbiendeutsche Bevölkerung der „Reichsfestung Belgrad“ und „Restserbiens“ im „Kreis ‚Prinz Eugen‘ der Deutschen Volksgruppe im Banat und Serbien“ zusammengefasst, deren Formen der Organisation in „Frauenschaft“, „Deutsche Jugend“, „Deutsche Mannschaft“ und anderen Gruppierungen reichsdeutschen Vorbildern entsprach. Viele Serbiendeutsche sahen sich durch die deutsche Besetzung in einer privilegierten Stellung, die es zu bewahren galt. Die SS nutzte diese Situation und instrumentalisierte die ethnischen Gegensätze für den nationalen Krieg, indem sie aus den „Volksdeutschen“ 1942 die 7. SS-Freiwilligen-Gebirgs-Division „Prinz Eugen“ bildete, die in der Heimat der Donauschwaben gegen „slawische Partisanen“ eingesetzt wurde und damit „Haus und Hof“ sowie den vorübergehenden Aufstieg zu verteidigen schien. Trotz der Bezeichnung „Freiwilligen-Division“ deutete sich bereits in dem Werbungsaufruf vom 1. März 1942 an, dass die Werbung von Freiwilligen als alleinige Maßnahme zur Rekrutierung der „Volksdeutschen“ auch in Serbien aufgegeben und bald durch die flächendeckende Einziehung von Rekruten der deutschen Minderheit ergänzt werden sollte. Die Ränge der Offiziere und Unteroffiziere der Division waren fast ausschließlich von „Reichsdeutschen“ besetzt, während die Soldaten „volksdeutscher“ Herkunft waren. Mehr als die Hälfte der etwa 22.000 „Freiwilligen“ stammte aus dem Kreis Pančevo. Die „Prinz Eugen-Division“ wurde vor allem durch eine große Zahl von Kriegsverbrechen bekannt, bei denen ihre Einheiten mit großer Brutalität vorgingen.
Andererseits gab es von Serbiendeutschen auch scharfe Kritik bis hin zu aktivem Widerstand gegen den Nationalsozialismus. Nach Carl Bethke konnte man „außerhalb der Schweiz […] nirgendwo in der ‚Festung Europa‘ so viel Kritik am NS-Regime in deutscher Sprache lesen“ wie hier. Apatin in der Batschka galt als Hochburg der donauschwäbischen Katholiken Jugoslawiens, hier spielte Pfarrer Adam Berenz als Widerstandsaktivist eine wichtige Rolle, zusammen mit seiner 1935 gegründeten Wochenzeitung „Die Donau“, die bis zu ihrem Verbot 1944 bestand. Bis zu 2000 Deutsche waren in der Partisanenbewegung aktiv, alleine in Zemun standen 30 deutsche Familien auf Seiten der Partisanen.
Als die Rote Armee Anfang Oktober 1944 schnell nach Westen vorstieß, wurde die kommende Niederlage des Deutschen Reichs im Zweiten Weltkrieg auch in Serbien sichtbar. Eine anfänglich sorgsam geplante Evakuierung der Deutschen Volksgruppe aus dem Banat misslang aufgrund widersprüchlicher Befehle und mangelnder Organisation, nur etwa 15.000 „Volksdeutsche“  aus der Vojvodina und Serbien (etwa 10 Prozent) konnten das Territorium des Deutschen Reichs erreichen, 160.000 verblieben dagegen nach dem russischen Einmarsch in der Vojvodina.
Nach dem Abzug der Wehrmacht konnten etwa 125.000 Serbiendeutsche der Vojvodina den Ansturm der Partisanen überstehen und bei einer Deportation in die Sowjetunion entkommen. Am 21. November 1944 entzog der Antifaschistische Rat der Volksbefreiung Jugoslawiens mit seinen AVNOJ-Beschlüssen der deutschen Minderheit die bürgerlichen Rechte und konfiszierte ihr Eigentum. Bis Sommer 1945 wurden ca. 90 Prozent interniert und erlebten eine Zeit schwerer Zwangsarbeit, Vergewaltigung, Folter und willkürlicher Exekutionen. Zehntausende starben an Unterernährung und Krankheiten, weniger als 80.000 überlebten. Die Maßnahmen waren eine Konsequenz der engen Kollaboration zahlreicher Jugoslawiendeutscher mit den deutschen Besatzern und der damit einhergehenden überlegenen Position der Volksgruppe sowie der mit äußerster Härte geführten Kriegshandlungen.
1948 wurden die Lager aufgelöst und die überlebenden Deutschen formell aus der Internierung entlassen, allerdings nicht in Freiheit, sondern überführt in unmittelbaren Anschluss direkt und ohne Mitspracherecht in weitere dreijährige Zwangsarbeitsverhältnisse, an fremden Orten, die sie nicht verlassen durften. Der Einsatz erfolgte meist in Bergwerken, in landwirtschaftlichen Kolchosen oder auf Baustellen zum Wiederaufbau während des Krieges zerstörter Anlagen. Personalausweise wurden der deutschen Minderheit nicht ausgestellt. Das für jeden Arbeitnehmer verpflichtende Arbeitsbuch wurde erst nach „ordnungsgemäßer Erfüllung des Arbeitsvertrages“ ausgehändigt.
1951 erhielten die Angehörigen der deutschen Minderheit die jugoslawische Staatsbürgerschaft zurück und konnten ab sofort ihre Ausreise beantragen, sofern die jungen Männer nicht wehrfähig waren und vorher ihre zweijährige Militärzeit absolviert hatten.
Die Aussiedlung der meisten Serbiendeutschen – zumeist nach Deutschland – galt bis Ende der 1960er Jahre als weitgehend abgeschlossen. So siedelten im Laufe des Jahrzehnts 1950/1960 rund 75.000 deutsche Volkszugehörige legal aus Jugoslawien aus, de facto setzte sich die Aussiedlung jedoch bis in die 1980er Jahre fort.

## Situation heute
Im Jahr 2007 bildete die Minderheit auf Grundlage der serbischen Minderheitengesetzgebung einen Nationalrat der deutschen nationalen Minderheit (Nacionalni savet nemačke nacionalne manjine), dessen Abgeordnete von den in Wählerlisten eingetragenen Serbiendeutschen gewählt werden. Die Amtszeit des Nationalrates beträgt vier Jahre. Der Sitz des Rates war zuerst Novi Sad, nach der Neuwahl des Rates 2010 wurde der Sitz nach Subotica verlegt. Nach der Volkszählung von 2022 lebten 2573 Deutsche in Serbien, davon 1985 in der Provinz Vojvodina.
Im ersten Jahrzehnt nach der Jahrtausendwende wurden mehrere Grabdenkmäler zum Gedenken an die Toten der deutschen Minderheit aufgestellt. In Gakovo wurde 2012 die Gedenkstätte von Unbekannten beschädigt. Der Vorfall wurde von der serbischen Öffentlichkeit bedauert und verurteilt. Im Jahre 2009 wurde mit Unterstützung der serbischen Regierung eine Kommission zur Auffindung und Kennzeichnung unbekannter Gräber zusammengestellt. Die Daten werden laufend ergänzt und sind öffentlich.
Die junge Generation vor Ort spricht primär die serbische Sprache, oder – wie z. B. in den nördlichen Verwaltungsbezirken der Vojvodina – auch primär die ungarische Sprache. Sie stellt sich in verstärktem Maße der Vergangenheit ihrer deutschen Vorfahren. Auch auf serbischer Seite beginnt langsam eine differenzierte Auseinandersetzung mit den Deutschen. Begrenzte Kenntnisse der deutschen Sprache hindern Familien mit deutschen Wurzeln oft ihre Kinder mehrsprachig aufwachsen zu lassen.

## Periodika der Serbiendeutschen (Auswahl)
| | |
| Bis 1919 - „Bácskaer Volksblatt“ (Sombor, 1889–1906) - „Pancsovaer Wochenblatt“ (Pančevo, 1868–1871) - „Groß-Becskereker Wochenblatt“ (Zrenjanin, 1851–1919) - „Neusatzer Lokalblatt“ (Novi Sad, 1860–1871) - „Der Grenzbote“ (Zemun, 1869–1871) | Bis 1944 - „Volksruf“ (Zrenjanin, 1934–1942) - „Die Donau“ (Apatin, 1935–1944) - „Volk und Arbeit“ (Pančevo, mindestens 1937–1939) - „Die Wespe“ (Novi Sad, 1937–1940) - „Deutsches Volksblatt“ (Novi Sad) - „Wohlfahrt und Gesundheit“, auch „Woge-Blatt“ (Novi Sad, 1932- mindestens 1936) |